# 河南體育學院
河南體育學院是中華人民共和國教育部於2024年批准成立的獨立體育學院，由原鄭州大學體育學院改組而成。

## 歷史
1958年成立，1960年更名为郑州体育学院，1984年经省政府批准，在原址恢复成立河南省体育技术专科学校。1985年开始招生。1992年，并入郑州大学，成為郑州大学体育学院。2024年，教育部同意郑州大学体育学院分立为河南体育学院。

## 概况
设有7个教学系、9个省级研究平台；现有本科专业9个，其中有省级重点学科1个、省级一流专业3个；
学校全日制在校本科生6140人，另与郑州大学联合招收硕士研究生111人。现有教职工430余人，其中专任教师390余人。

## 外部連結
- 官网 （页面存档备份，存于）